# Moravische Poort

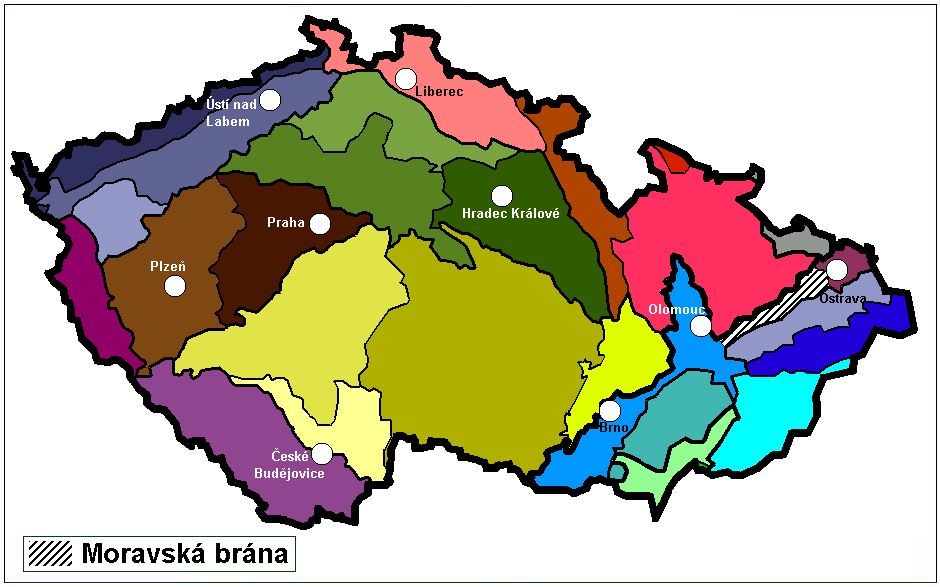
Moravische Poort op een geomorfologische kaart van Tsjechië (zwart-wit gearceerd)

De Moravische Poort (Tsjechisch: Moravská brána) is een laagte tussen de Sudeten en de Beskiden (westelijke Karpaten) in Noordoost-Tsjechië. Hij bevindt zich op de waterscheiding tussen de Oostzee en de Zwarte Zee: de rivieren de Oder en de Morava naderen elkaar hier.
Vanuit het noorden bezien vormt de Moravische Poort de toegang tot Moravië. De gemakkelijke doorgang maakte deel uit van een belangrijke handelsweg, de Barnsteenroute, die de Oostzee met het Donaugebied en Italië verbond. Langs deze route bereikten halverwege het eerste millennium n.Chr. ook de voorouders van de Tsjechen en de Slowaken het woongebied van hun nazaten.